# بورصة النيل
بورصة النيل هي بورصة مصرية داخل بورصتي القاهرة والإسكندرية وهي أول سوق في منطقة الشرق الأوسط وشمال أفريقيا لقيد وتداول الشركات المتوسطة والصغيرة، حيث ستوفر بورصة النيل فرص التمويل والنمو للشركات ذات الإمكانيات الواعدة من كافة المجالات ومن كافة دول المنطقة بما في ذلك الشركات العائلية بهدف مساعدة هذا القطاع على إيجاد التمويل اللازم والكافي للتغلب على المعوقات التي يواجهها والتي تحد من نموة وقدرتة على المنافسة وإيجاد فرص عمل جديد في هذا القطاع الذي يشكل أساس الاقتصاد المصري.
وقد تم قيد 16 شركة صغيرة ومتوسطة في بورصة النيل ويوجد 25 راعي معتمد في بورصة النيل، وذلك في نهاية عام 2010 وهذه البورصة ليست سوق منفصل ولكنها جزء من البورصة المصرية أي هي أحد جداول البورصة المصرية، وتحكمها شروط خاصة للقيد والتداول والتسوية والمقاصة، وهى ما زالت في بدايتها.
وفقاً لقرار مجلس إدارة الهيئة رقم (62) لسنة 2007 بتاريخ 11/7/2007 صدرت قواعد قيد الأوراق المالية المصدرة من الشركات الصغيرة والمتوسطة.
ووفقا لقـرار مجلس إدارة الهيئة رقـم (63) لسنة 2007 بتاريخ 11 /7/2007 صدرت قواعد التداول والمقاصة والتسوية لبورصة النيل.
ووفقا لقرار مجلس إدارة الهيئة رقم (64) لسنة 2007 بتاريخ 11 / 7 /2007 تم تنظيم عمل الرعاة المعتمدين للشركات الصغيرة والمتوسطة وتم قيد أول شركتين البدر للبلاستيك وبي. إي. جي. للتجارة والاستثمار
إلا أنه تم رسمياً في 3/6/2010 تم تفعيل سوق الشركات المتوسطة والصغيرة (بورصة النيل) للتداول من داخل البورصة المصرية كجدول خاص بنظام خاص للتداول بدلاً من إنشاء بورصة خاصة. يذكر أن التداول في بورصة النيل يتم من خلال شركات السمسرة العادية وبدون الحاجة لإجراءات جديدة، ويمكن وضع أوامر الشراء والبيع في أي وقت خلال جلسة التداول التي تستمر يوميا من الساعة الحادية عشرة صباحا ولمدة ساعة. وتخضع جميع التعاملات في بورصة النيل لرقابة البورصة المصرية. كما تلتزم الشركات بنفس قواعد الإفصاح للسوق الرئيسي.

## قواعد القيد ببورصة النيل
وفقاً لقرار مجلس إدارة الهيئة رقم (62) لسنة 2007 بتاريخ 11/7/2007 بشأن قواعد قيد الأوراق المالية المصدرة من الشركات الصغيرة والمتوسطة (ويقصد بها الشركة التي يقل رأسمالها المصدر عن 25 مليون جم) فيمكنها أن تقوم بقيد أسهمها في بورصة النيل ومن أهم قواعد القيد ببورصة النيل:
1.	أن تكون الشركة مصدرة الأوراق المالية قد أصدرت القوائم الخاصة بها لسنة مالية واحدة على الأقل سابقة على تاريخ طلب القيد.
2.	ألا تقل حقوق المساهمين في السنة المالية السابقة لتاريخ طلب القيد عن 50% من رأس المال المدفوع (أي أنه مسموح بقيد شركات خاسرة، ولديها خسائر مرحلة).
3.	أن يكون رأس المال المصدر مدفوعاً بالكامل، وبقيمة اسمية للسهم تتراوح بين جنيه واحد وخمسة جنيهات.
4.	ألا يقل عدد الأوراق المالية المصدرة والمطلوبة قيدها عن 100 ألف سهم.
5.	ألا تقل الأوراق المالية المطروحة للتداول بالبورصة عن 10% من مجموع الأوراق المالية وألا يقل عدد المساهمين عن 25 مساهم.
ويجوز للجنة القيد قبول قيد الورقة المالية ولو لم يتوافر فيها هذا الشرط، على أن تتعهد الشركة باستيفاء هذا الشرط خلال سنة على الأكثر من تاريخ القيد.
ومن ضمن أحكام القيد ببورصة النيل أن تتعاقد الشركة مع أحد الرعاة المعتمدين، وعليه معاونة الشركة في الالتزام بقواعد ومعايير القيد والإفصاح وعلى أن يستمر التزام الراعي لمدة لا تقل عن سنتين، وفي حالة الرغبة في فسخ التعاقد مع الراعي فعلى الشركة إخطار البورصة خلال مدة لا تقل عن شهر بالراعي الجديد.
ومن ثم يتضح أن هناك تيسيرات غير عادية بمقابل وكان المقابل هنا ليس زيادة حركة التداول بالبورصة، فهو أمر ثانوي خاص بتيسير الخروج للمساهمين الحاليين، وكان المقابل هو زيادة حجم الاستثمارات ومن ثم زيادة فرص العمل وفي النهاية زيادة الناتج المحلي الإجمالي كهدف قومي من خلال زيادات رؤوس أموال تلك الشركات بالحصول على تمويل إضافي بآليات السوق الثانوي.
وبتاريخ 7/6/2010 تم تعديل القرار السابق وذلك بزيادة الحد الأقصى لرأس مال الشركات الصغيرة والمتوسطة إلى 50 مليون جم وذلك بموجب قرار مجلس إدارة الهيئة رقم (74) لسنة 2010. (مرفق رقم 2) وذلك بناءً على طلب من البورصة لقيد شركات ليست مؤهلة للقيد بالبورصة المنظمة التي تستوعب الشركات ذات رؤوس الأموال التي تزيد عن 20 مليون جنيه وليس بغرض السماح للشركات المقيدة بزيادة رؤوس أموالها في حدود مبلغ 50 مليون جنيه.

## قواعد التداول ببورصة النيل
على الأوراق المالية لتلك الشركات فإن الأحكام المنظمة المعمول بها للتداول في السوق الرئيسي بالبورصة المصرية تسري كلها فيما لم يرد به نص خاص ضمن قواعد التداول الخاصة ببورصة النيل والتي وُضعت في ضوء خصوصية هذا السوق وبالتالي فقد تم إيجاد نموذج للتداول يتوافق مع فلسفة إنشاء البورصة والهدف منها وبمراعاة حجم التداول وعدد المتعاملين المتوقعين وبما يمنع التلاعب وهو نظام التداول بالمزاد الواحد، ومن أهم أحكام التداول ببورصة النيل:
1. يتم التداول من خلال جلسة مزايدة ويسمح خلالها لشركات السمسرة بإدخال العروض والطلبات وبدون حدود سعرية.
2. يتم إغلاق جلسة المزاد عشوائياً في أي وقت خلال آخر عشر دقائق من الجلسة.
3. يمكن لذات شركة السمسرة تسجيل عروض وطلبات على نفس الورقة المالية بأسعار متباينة وفقاً للأوامر الصادرة إليها من عملائها.
4. يحق لشركات السمسرة تعديل أوامرهم أو إلغائها بناء على طلب عملائهم في أي وقت خلال جلسة المزايدة وحتى الإغلاق العشوائي للجلسة بما في ذلك إدخال وتعديل وإلغاء العروض والطلبات أو تعديل الكمية والسعر.
5. يتم تحديد سعر الإغلاق على أساس السعر الذي يحقق أكبر مستوى من السيولة في سوق الشركات المتوسطة والصغيرة، حيث سيتم اختيار سعر الإغلاق والتنفيذ وفقاً لترتيب المعايير التالية، وفي حال تساوي أكثر من سعر في أي معيار يتم الانتقال إلى المعيار التالي كما يلي:

- السعر الذي يحقق أكبر كمية تنفيذ.
- السعر الذي يبقي أقل كمية غير منفذة في السوق وكانت قابلة للتنفيذ.
- متوسط السعرين.[2]

## الشركات المقيدة
| م  | الشركة                                                   | رويترز      | ISIN         |
| -- | -------------------------------------------------------- | ----------- | ------------ |
| 1  | البدر للبلاستيك                                          | EBDP.CA     | EGS3A2Z1C015 |
| 2  | بي اي جي للتجارة والاستثمار                              | BIGP.CA     | EGS551D1C017 |
| 3  | المصرية للبطاقات                                         | MSRC.CA     | EGS3A2Y1C016 |
| 4  | يوتوبيا للاستثمار العقاري والسياحي                       | UTOP.CA     | EGS655Y1C017 |
| 5  | اميكو ميديكال للصناعات الطبية                            | AMEC.CA     | EGS3I0W1C013 |
| 6  | الدولية للأسمدة والكيماويات                              | ICFC.CA     | EGS520D1C015 |
| 7  | المؤشر للبرمجيات ونشر المعلومات                          | AMPI.CA     | EGS745W1C011 |
| 8  | العروبة للتجارة والتعدين والتوريدات                      | AOTM.CA     | EGS100D1C013 |
| 9  | شركة المصرية الكويتية للاستثمار والتجارة                 | 108MKIT.CA  | EGS659O1C015 |
| 10 | شركة فاروتك لانظمة التحكم والاتصالات                     | PTCC.CA     | EGS49131C013 |
| 11 | فيركيم مصر للاسمدة والكيماويات                           | FERC.CA     | EGS385S1C012 |
| 12 | مصر انتركونتننتال لصناعة الجرانيت والرخام (ايجى ستون)    | MISR.CA     | EGS3C4P1C011 |
| 13 | ريفا فارما                                               | RIVA.CA     | EGS384N2C016 |
| 14 | يونيفرت للصناعات الغذائية                                | UNFO.CA     | EGS513B1C016 |
| 15 | مرسيليا المصرية الخليجية للاستثمار العقارى               | MAAL.CA     | EGS739Z1C016 |
| 16 | بورسعيد للتنمية الزراعية والمقاولات                      | PSAD.CA     | EGS521T1C016 |
| 17 | انترناشيونال بزنيس كوربوريشن للتجارة والتوكيلات التجارية | IBC IBCT.CA | EGS550K1C019 |
| 18 | الأولى للاستثمار والتنمية العقارية                       | FIRE.CA     | EGS65AL1C010 |
| 19 | الاخوه المتضامنين للاستثمار العقاري والأمن الغذائي       | BSRF.CA     | EGS233E1C012 |
| 20 | فرتيكا للبرمجيات                                         | VERT.CA     | EGS74801C019 |
| 21 | الشركة المصرية لنظم التعليم الحديثة                      | MOED.CA     | EGS729F1C012 |
| 22 | الدولية للصناعات الطبية – إيكمى                          | ICMI.CA     | EGS3I0S1C019 |
| 23 | الفنار للمقاولات العمومية والإنشاءات والتجارة والاستيراد | FNAR.CA     | EGS221U1C016 |

## وصلات خارجية
- الموقع الرسمى لبورصة النيل
- شبكة الاعلام العربية محيط
- الموقع الرسمى لشركه بي.أي.جي للتجاره والاستثماراحدي شركات بورصه النيل
- البورصة المصرية